# ТЕС Jaguatirica II
2°57′43″ пн. ш. 60°40′30″ зх. д. / 2.96194° пн. ш. 60.67500° зх. д.
ТЕС Jaguatirica II – теплова електростанція, що споруджується на півночі Бразилії у штаті Рорайма.
Станція матиме один парогазовий блок комбінованого циклу потужністю 117 МВт. У ньому працюватимуть дві газові турбіни, які через відповідну кількість котлів-утилізаторів живитимуть одну парову турбіну. Станом на вересень 2020-го всі три турбіни та три генератора вже прибули на будівельний майданчик, а запуск ТЕС планується на кінець 2021 року.
Як паливо станція споживатиме природний газ в обсягах до 0,57 млн м3 на добу. Унікальною особливістю при цьому буде система доставки, яка не використовуватиме газогони. Ресурс видобуватимуть на родовищі Azulão (запаси не менше 3,6 млрд м3), розташованому на лівобережжі Амазонки за три сотні кілометрів на схід від Манауса. Тут його зріджуватимуть та доправлятимуть у спеціальних цистернах по асфальтованим дорогам довжиною біля 1100 км. 
Видача продукції відбуватиметься по ЛЕП, розрахованій на роботу під напругою 230 кВ.
Проект реалізує компанія Eneva. По завершенні він забезпечуватиме 70% енергоспоживання у ізольованій мережі штату Рорайма та дозволить суттєво скоротити використання дизельного пального (останнє, зокрема, використовує найбільша існуюча теплоелектростанція Рорайми ТЕС Монте-Крісто).